# Historischer Verein des Kantons Schwyz
Der Historische Verein des Kantons Schwyz ist eine Geschichtsvereinigung in der Schweiz. Er wurde im November 1877 gegründet.

## Geschichte
Ziele des Vereins waren im 19. Jahrhundert die Erforschung der «vaterländischen Geschichte, Landeskunde und Kulturzustände», die «Sammlung der daherigen Quellen und Hilfsmittel» sowie die «Erhaltung der historischen Denkmäler».
Dem Vereinsvorstand gehören Vertreter aus allen sechs Bezirken des Kantons Schwyz an. Die Generalversammlung findet jährlich am 8. Dezember (Mariä Empfängnis) abwechslungsweise in einem der Bezirke statt. Neben weiteren Veranstaltungen bietet der Verein viermal im Jahr Vorträge zur Schwyzer und Schweizer Geschichte im Bundesbriefmuseum an.

## Publikationen
Alljährlich veröffentlicht der Historische Verein unter dem Titel Mitteilungen des Historischen Vereins des Kantons Schwyz ein illustriertes Buch, das über die neuesten Forschungen und Erkenntnisse zur kantonalen Geschichte berichtet. Begonnen wurde die Herausgabe 1882. Die einzelnen Bände der Jahresschrift werden als Heft bezeichnet. Bis in die 1970er Jahre standen Texte zur Politik- und Kirchengeschichte im Vordergrund. Danach rückten die Wirtschafts- und Sozialgeschichte, die Kulturgeschichte sowie die Archäologie vermehrt ins Blickfeld der «Mitteilungen».
2012 war der Historische Verein ausserdem Herausgeber der in sechs Bänden und einem Materialband im Zürcher Chronos Verlag erschienenen Geschichte des Kantons Schwyz. 48 Autoren verfassten die Beiträge für das insgesamt 2086 Seiten umfassende Werk.